# Ktezifon
Ktezifon (grško starogrško Κτησιφών /Ktēsifōn/, perzijsko ایوان مدائن - تيسفون‎, /tɛsɨfɒn/), prestolnica perzijskega arsakidskega Partskega cesarstva (perzijsko اشکانيان‎) in Sasanidskega cesarstva (perzijsko ساسانيان‎) in eno od največjih mest v antični Mezopotamiji.
Ruševine mesta so na vzhodnem bregu Tigrisa nasproti grškega mesta Selevkija približno 35 km južno od Bagdada.

## Imena
Ktezifon je kot Kasífja prvič omenjen v Ezrovi knjigi 8:17. Ime izhaja iz imena plemena Cas in je sorodno imenu Kaspijskega jezera in mesta Kazvin v severnem Iranu. 
Latinsko ime Ctesiphon ali Ctesifon izhaja iz grškega Ktēsifōn, ki je helenizirana oblika lokalnega imena, rekonstruiranega kot Tosfōn ali Tosbōn. V iranskih virih iz sasanidskega obdobja je v manihejski partščini, sasanidski srednji perzijščini in krščanski sogdijščini zapisano s pahlavijskim tyspwn, v novoperzijščini pa kot Tisfun (تيسفون). Sirski viri ga omenjajo kot Qtēsfōn, srednjeveški arabski viri pa kot Ṭaysafūn (طيسفون) ali Qaṭaysfūn (قطيسفون). V sodobni arabščini se obe imeni pišeta kot al-Mada'in (المدائن). Izvirna oblika imena pred njegovo arabizacijo je bila Ṭūsfūn. Armensko ime mesta je bilo Tizbon (Տիզբոն).

## Lokacija
Mesto je stalo ob Tigrisu, približno v sedanjem Al-Mada'inu, kakšnih 35 km južno od Bagdada. Merilo je 30 km² (Rim je v 4. stoletju meril 13,7 km²). Edini vidni ostanek mesta je velik lok palače  Taq-i Kisra ali Taq Kasra, kar pomeni Kozravov ivan,  ki stoji v iraškem mestu Salman-Pak.

## Zgodovina
Ktezifon je postal pomembno mesto v 1. stoletju pr. n. št., ko je bil v Partskem cesarstvu sedež vlad večine partskih kraljev. Mesto je stalo v bližini helenistične prestolnice Selevkije. Njegovo ustanovitev je obširno opisal Strabon v svoji Geografiji.
Mesto je bilo zaradi svojega položaja glavni cilj vladarjev Rimskega cesarstva v njihovih vojnah na vzhodu. Rimljani so mesto zasedli petkrat, od tega kar trikrat samo v 2. stoletju. Leta 116 ga je osvojil cesar Trajan, vendar ga je njegov naslednik Hadrijan že naslednje leto prostovoljno vrnil kot del mirovne pogodbe. Rimski general Avidij Kasij ga je ponovno zavzel leta 164 med še eno partsko vojno in ga po sklenitvi miru zapustil. Leta 197 ga je oplenil cesar Septimij Sever in tisoče prebivalcev prodal v suženjstvo. 
V poznem 3. stoletju, kmalu potem, ko so Parte izpodrinili Sasanidi, je mesto ponovno postalo predmet spora z Rimom. Leta 283 je med državnimi  nemiri mesto oplenil cesar Kar. Leta 295 je bil pred mestom poražen cesar Galerij. Leto kasneje se je Galerij vrnil in zmagal, njegov pohod pa se je končal s peto in zadnjo osvojitvijo mesta leta 299. Mesto je kasneje vrnil perzijskemu kralju Narsehu v zameno za Armenijo in zahodno Mezopotamijo. 
Okoli leta 325 in ponovno leta 410 je bil Ktezifon ali sosednja grška kolonija Selevkija prizorišče zborov Vzhodne asirske cerkve.
Leta 363 je bil med vojno proti Šapurju II. po bitki pred mestnim obzidjem ubit cesar Julijan Odpadnik. Zadnji je sasanidsko prestolnico oblegal bizantinski cesar Heraklij leta 627. Ko so Perzijci sprejeli njegove mirovne pogoje, je obleganje opustil. 
Med islamskim osvajanjem Perzije je Ktezifon leta 637 prišel pod arabsko oblast. Prebivalcem se na splošno ni zgodilo nič, palače in njihove arhive pa so osvajalci požgali.  Mesto je začelo hitro propadati, predvsem po ustanovitvi abasidske prestolnice v Bagdadu v 8. stoletju, in kmalu postalo mesto duhov. 
Domneva se, da je bil ravno Ktezifon osnova za mesto Isbanir v pripovedkah iz Tisoč in ene noči.
Ruševine mesta so bile prizorišče velike bitke v prvi svetovni vojni novembra 1915. Osmanska vojska je v bitki porazila angleško vojsko, ki je poskušala osvojiti Bagdad, in jo potisnila nazaj za več kot 60 km. Tam jo je ujela v past in jo prisilila k vdaji.

## Palače
Razkošen kompleks cesarske palače, v katerega sta spadala tudi skoraj povsem uničena Bela palača (Shâhigân-ǐ sped) in velik obok Taq-i Kisra, je še vedno legendaren. Prestolna dvorana, ki je stala pod obokom ali za njim, je bila visoka več kot 36 m. Velik banjast obok je pokrival površino široko 24 m in dolgo 50 m in je največji doslej zgrajen obok v Perziji in največji obok iz nearmirane opeke na svetu.

## Arheologija
Leta 1928–1929 in 1931–1932 je v Ktezifonu, predvsem v Qasr bint al-Qadiju v zahodnem delu mesta, izkopavala ekipa Nemške orientalske družbe in Pensilvanske univerze pod vodstvom Oskarja Reutherja.
V drugi polovici 1960-ih in na začetku 1970-ih let je v mestu delala ekipa iz Torinske univerze pod vodstvom A. Invernizzija in G. Gullinija. Ekipa je predvsem restavrirala palačo Kozrova II.